# Luffa acutangula
El dringi de la India o estropajo de Cuba (Luffa acutangula) es una especie de planta trepadora de la familia Cucurbitaceae.

## Descripción
Sus hojas son lobuladas pudiendo llegar a medir 20 cm de radio.
Las flores son amarillas, creciendo en racimos algunas y otras solitarias.
El fruto es cilíndrico midiendo en promedio 20 a 25 cm de largo, de color verde con líneas más oscuras que lo recorren longitudinalmente.

## Usos
Del fruto se utiliza el mesocarpio, usado principalmente para higiene personal. 
También llamada "esponja vegetal", debido a sus características fibrosas (el fruto) es usado como exfoliante.

## Cultivo
Para su desarrollo necesita una buena exposición solar, siendo muy sensible a las heladas.

## Taxonomía
La especie fue descrita inicialmente como Cucumis acutangulus por Carlos Linneo y publicado en Species Plantarum 2: 1011, en 1753, actualmente es tanto un sinónimo como el basónimo de esta; y ulteriormente, sería transferida al género Luffa por William Roxburgh en Flora indica; or, descriptions of Indian Plants 3: 713, en 1832.

#### Etimología
Ver: Luffa
acutangula: epíteto latino que significa "con ángulos agudos".